# NGC 1206
NGC 1206 este o galaxie eliptică situată în constelația Eridanul. A fost descoperită în 1886 de către Francis Leavenworth. Se află la o distanță de 137,96 de megaparseci de Pământ.